# Eremopedes covilleae
Eremopedes covilleae är en insektsart som beskrevs av Morgan Hebard 1934. Eremopedes covilleae ingår i släktet Eremopedes och familjen vårtbitare. Inga underarter finns listade i Catalogue of Life.